# Botellón
Botellón es un término que describe la costumbre, aparecida en España en la última década del siglo XX, sobre todo entre los jóvenes, de reunirse en la vía pública para socializar mientras se consumen bebidas alcohólicas. En Cantabria y el País Vasco, esta práctica se conoce como hacer litros, ir de litros o litrar; en la Región de Murcia, se conoce como botelleo, y en Sevilla, aparte de botellón, se usa la expresión comprar un lote (botella, refresco, hielo y vasos) y botellona.

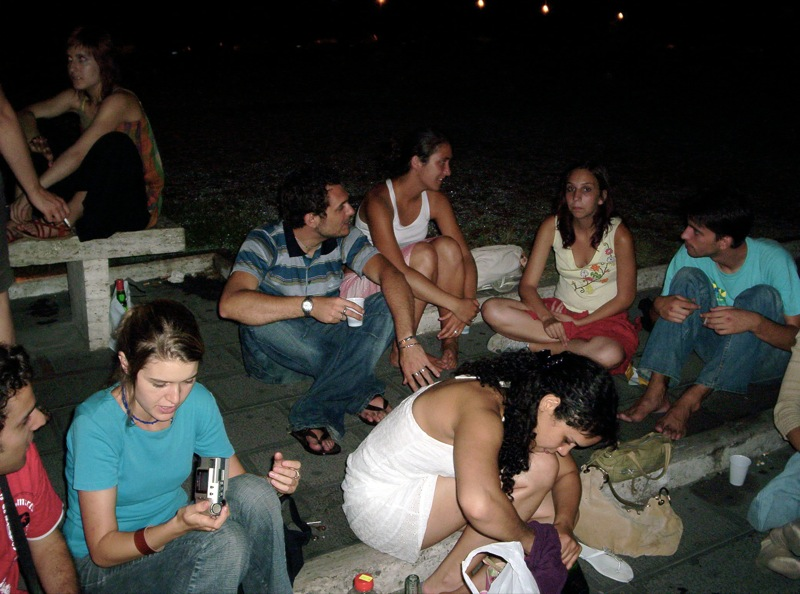
Botellón de noche.

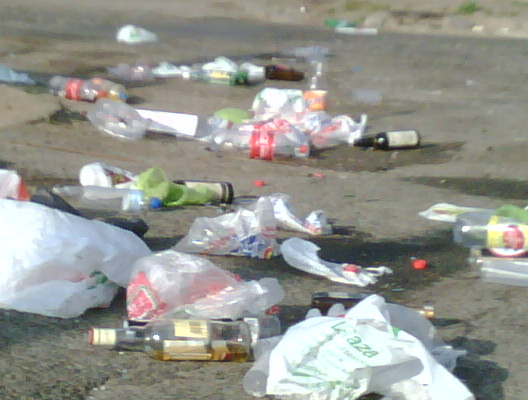
Imagen de un escenario posterior a un botellón en Sevilla, España.

El fenómeno ha sido estudiado por los sociólogos, que lo definen como: 

Reunión masiva de jóvenes de entre 12 y 26 años fundamentalmente, para consumir grandes cantidades de bebida alcohólica que han adquirido previamente en comercios, escuchar música y hablar.

## Costumbres

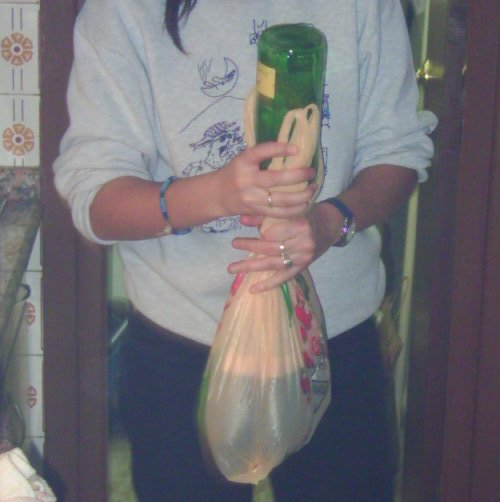
Colocando la botella vacía en la bolsa.

Esta actividad se realiza en lugares públicos, tales como parques, zonas abiertas de la calle o sitios abandonados. En algunas ciudades, donde el botellón se ha centralizado en algún punto en concreto, se llegan a reunir miles de personas cada fin de semana, pasando estos lugares a ser comúnmente llamados botellódromos por los medios de comunicación. En otras, como en el caso de Madrid, la persecución ha llevado a realizar botellones en el metro, lo que los convierte en botellones itinerantes.

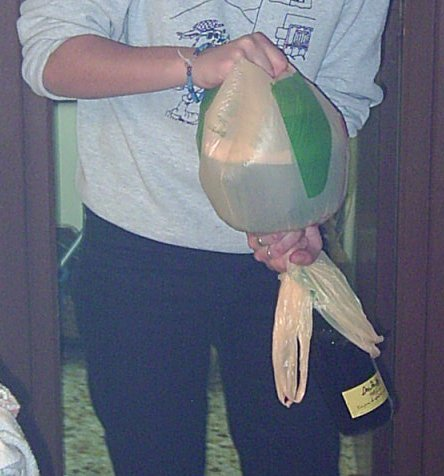
Vertiendo el calimocho a la botella.

Para abaratar el coste de la bebida, se consume el alcohol en botellas y tetra brik de aproximadamente un litro de capacidad, con hielo y vasos de plástico, antes de dirigirse a pubs, discotecas o conciertos, locales donde el precio de las bebidas suele ser considerablemente más caro. Muchos jóvenes optan por la práctica del botellón para evitar el consumo del llamado garrafón, o alcohol adulterado. 
El botellón se practica principalmente en España, sin apenas distinción alguna por regiones, aunque, dado que es una actividad realizada al aire libre, las condiciones meteorológicas son cruciales para la misma. También existe la tendencia, entre los abstemios, a acudir a estos lugares por la concentración de gente y con el fin de consumir refrescos, zumos y otras bebidas no alcohólicas, en lo que ellos mismos han venido a denominar botellón light o botellón sin.

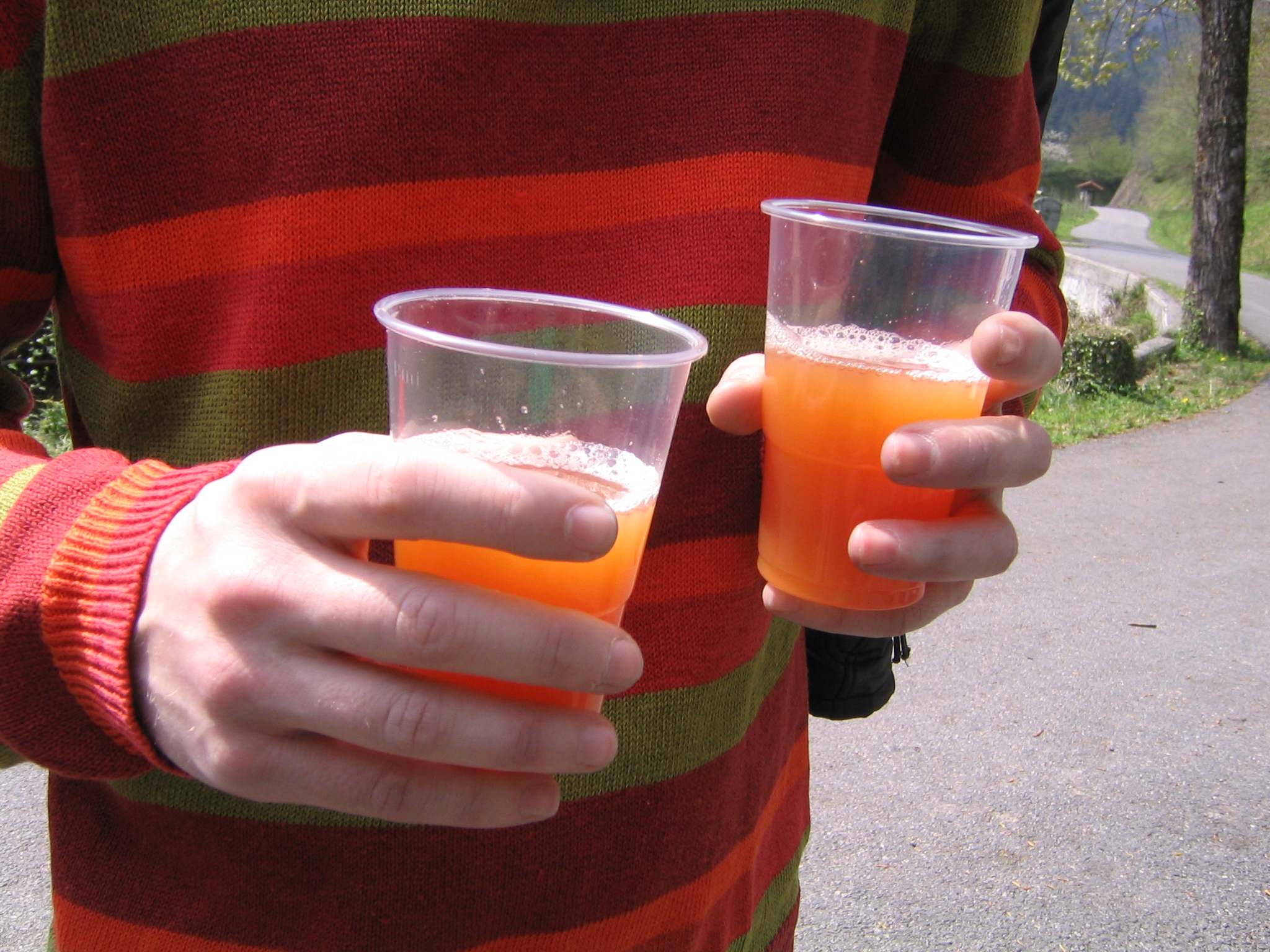
Los dos ingredientes del botellón: bebida y lugares públicos.

En el norte de España existe una práctica que consiste en mezclar bebidas en botellas vacías de refrescos y de agua, obteniendo sobre todo calimocho. En este caso no se utilizan vasos ni hielo, ya que cada persona tiene su propia botella, generalmente de dos litros de capacidad, con la mezcla hecha, de la cual bebe directamente. Esta costumbre es conocida como hacer litros, litrar o echar los litros.

## La polémica

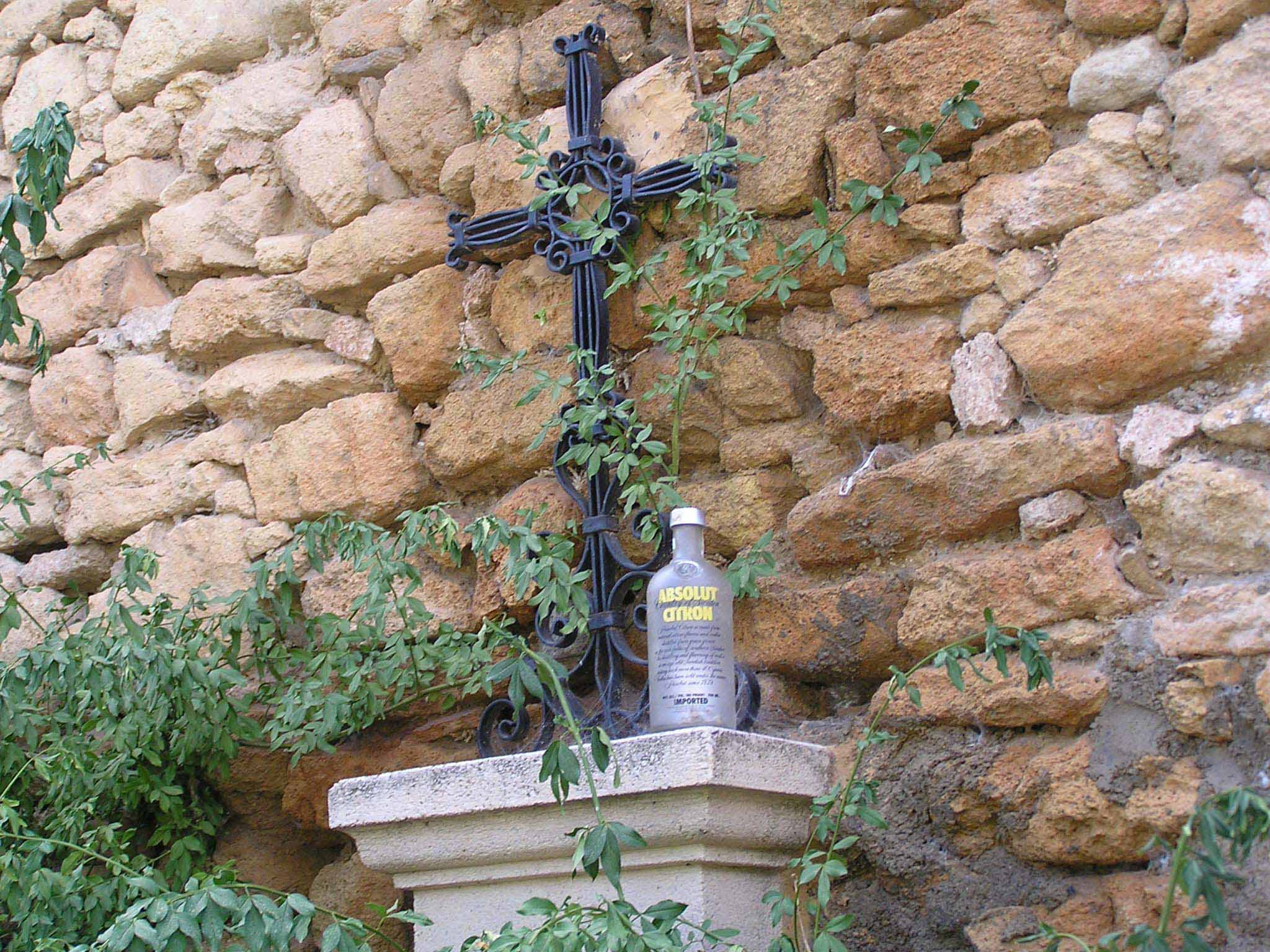
Envase del botellón en lugar público.

La práctica de botellones masivos dio lugar a cientos de críticas por parte de las autoridades y principalmente de los padres y madres de los implicados más jóvenes, así como también de los vecinos, por el ruido producido hasta altas horas de la madrugada y la suciedad generada. Asimismo, la pérdida de control inducida por la intoxicación etílica y el contexto masivo llevaban asociados con frecuencia actos de vandalismo, rotura de mobiliario urbano y peleas, además de frecuentes restos de micciones en espacios públicos. Por otra parte, esta práctica contribuye a adelantar la edad de inicio en el consumo de alcohol y de las primeras borracheras entre los jóvenes.

## Ley antibotellón
Debido a los problemas sociales que generaban este tipo de actividades, el Ministro del Interior de España (de quien dependía entonces el Plan Nacional sobre Drogas) propuso en febrero de 2002 la conocida como ley antibotellón, que prohibía el consumo de bebidas alcohólicas en la calle y regulaba los horarios de venta y de promoción del alcohol. Ante las resistencias y críticas planteadas, esta ley no se aprobó, y, tras la siguiente remodelación ministerial, el gobierno socialista abandonó discretamente el proyecto. Sin embargo, diversas comunidades autónomas aprobaron regulaciones que iban en la misma dirección, especialmente en lo referido a limitar los horarios de venta de bebidas alcohólicas en comercios y el consumo de bebidas alcohólicas en la calle, como medida principal, con multas de 600 euros en Madrid, la Comunidad de Madrid, Castilla y León, Canarias, Comunidad Valenciana y el País Vasco. 

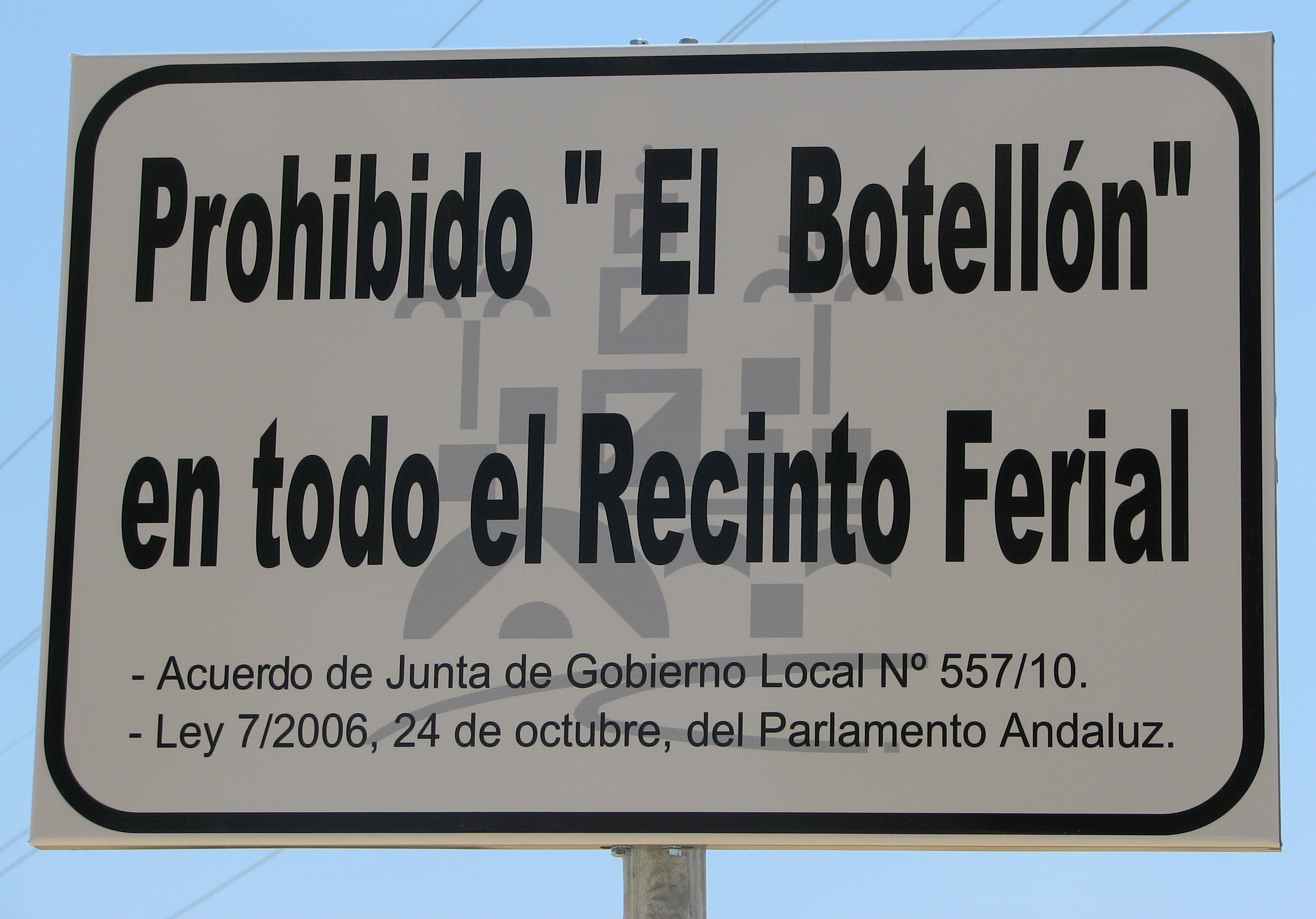
Córdoba

Desde una filosofía distinta (sintetizada en el lema "que beban y se emborrachen pero que no molesten"), otras comunidades autónomas han puesto en marcha estrategias centradas en limitar las molestias a los vecinos en vez de en reducir el consumo. Así, en el caso de Extremadura se aprobó una Ley de Convivencia y Ocio (2003) que no persigue el botellón, sino que regula dónde puede y dónde no puede hacerse, para evitar conflictos, aunque persigue duramente la venta de alcohol a menores o su consumo y se acompaña además de un programa de construcción de Espacios de Creación Joven, como una alternativa de ocio nocturno no basado en el consumo desmesurado de alcohol. Sin embargo, dichos centros no se han construido o han tenido poco éxito y el control para que los menores de edad no consuman alcohol no es operativo. 
Este mismo modelo ha sido seguido por otros gobiernos locales o autonómicos, como Andalucía, donde la Ley 7/2006, del 24 de octubre, sobre potestades administrativas en materia de determinadas actividades de ocio en los espacios abiertos de los municipios (conocida como ley antibotellón) otorga facultades a los ayuntamientos para el control y la penalización del fenómeno, y autoriza la creación de espacios específicos, conocidos como botellódromos, siendo Córdoba la primera ciudad en instalarlo, a mediados de 2005. En estas zonas se pretende evitar molestias a los vecinos, compatibilizando presuntamente el consumo masivo de alcohol con el descanso. Estas zonas ofrecen elementos de higiene y seguridad no presentes en plazas y parques, como urinarios públicos, suficientes contenedores de basura, o vigilancia de quién compra alcohol (a fin de evitar que los menores tengan acceso al mismo). Sin embargo, en muchas ocasiones, su uso en la práctica es escaso, por encontrarse estos botellódromos en las afueras de la localidad, con mal acceso a pie. 
La Comunidad Valenciana es la más estricta: prohíbe el consumo de cualquier tipo de bebida (incluyendo las no alcohólicas[cita requerida]) en las calles, a menos que sea en terrazas o lugares habilitados para dicha función, pudiendo sancionar con multas de hasta 301 euros

## La competición de Macrobotellones de marzo de 2006
En la primavera de 2006, el 17 de marzo tuvo lugar el fenómeno conocido como macrobotellón. A través de Internet se lanzó una convocatoria para celebrar la "Fiesta de la Primavera" con un botellón masivo en la Av. de María Cristina de Sevilla, al cual acudieron unas 5000 personas, lo cual fue considerado un récord de asistencia.
A través del correo electrónico se rivalizó para batir el récord de afluencia o de duración, convocándose espontáneamente en 20 capitales de provincias españolas como Madrid, Jaén, Barcelona, Teruel, Oviedo, Murcia, Vitoria, Málaga, Huelva, Córdoba y Granada, la mayoría de ellos el 17 de marzo.
Los dispositivos policiales contra el botellón en ciudades como Salamanca o Barcelona provocaron conflictos entre jóvenes y los agentes de los cuerpos de seguridad. En Barcelona hubo 80 heridos y 54 detenidos, algunos condenados posteriormente por los tribunales por vandalismo y agresiones. Esto contrasta con lo sucedido en Granada, donde tuvo lugar un botellón autorizado y acondicionado por el ayuntamiento: unos 30 000 jóvenes, según la hora y las fuentes, se dieron cita para el botellón entre el mediodía y la madrugada del mismo día a pesar de la lluvia, y sin incidentes reseñables.
Durante la festividad local de Madrid se produjeron disturbios callejeros en la zona de copas de Malasaña a causa de la negativa a marcharse por parte de algunos grupos de jóvenes reunidos para realizar el botellón en la plaza del 2 de mayo.
Según los críticos, la actuación policial fue realizada en contra de la ley ya que no existe regulación en caso de fiestas patronales o regionales, como fue el caso.

## Las Barriladas Universitarias
Una variante del botellón que se da en las ciudades universitarias son "las Barriladas", en la Región de Murcia y la Comunidad Valenciana son conocidas como "paellas", porque suele hacerse una paella gigante de la que comen los asistentes, y aunque no haya paella siguen llamándose así. En Castilla-La Mancha son conocidas como "Cervezadas", son botellones multitudinarios convocados por Internet y cuya celebración es siempre de día. Suelen contar con un motivo de celebración, que normalmente va asociado a una facultad: barrilada de Farmacia, barrilada de Derecho, paellas de teleco, Santa Tecla Informática ...
Suelen darse los jueves, exceptuando la del último viernes del invierno, en el que se celebra la "fiesta de la primavera". Se trata de una barrilada a mayor escala, celebrada desde la mañana, en la que han llegado a reunirse hasta 70 000 jóvenes Hasta hace pocos años, la conocida como "Fiesta de la Primavera" era organizada por la propia Universidad y el Ayuntamiento de Sevilla, pero decidieron dejar de hacerlo porque la afluencia era excesiva, y parecía difícil controlar la concentración. Así comenzaron los jóvenes a organizarla por su cuenta, mediante el uso de las nuevas tecnologías, y ahora la afluencia es mucho mayor.
En Zaragoza eran famosos los botellones en la Ciudad Universitaria hasta su prohibición.
Hoy en día son famosas las congregaciones de alumnos y jóvenes junto al campus politécnico en Navidad festejando la "champanada", anteriormente realizada en el interior del campus hasta su prohibición por el rectorado.

## El fenómeno en otros países

### Europa

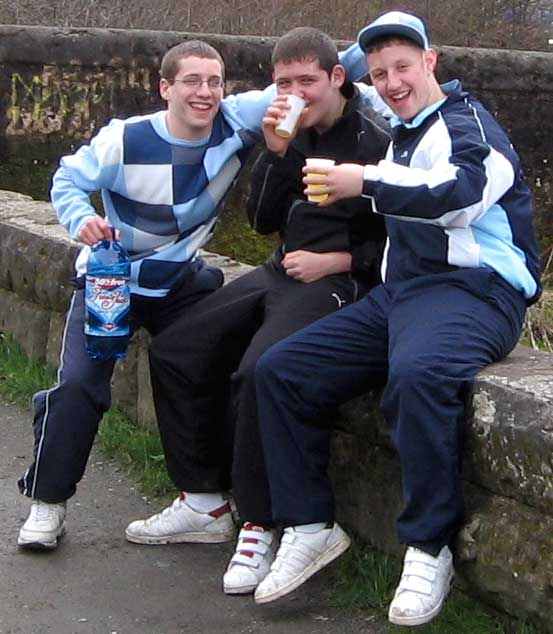
Jóvenes bebiendo en Glasgow, Escocia.

- En Austria es perfectamente legal tomar alcohol en la calle en cualquier lugar, incluso en medios de transporte como los trenes de la ÖBB (ferrocarriles austríacos) o las S-Bahn (trenes de cercanías, ciudadanos o de también de distancias mayores). Sin embargo, de hecho no lo sería en el metro de Viena así como en los tranvías y en los autobuses de dicha ciudad. A pesar de esto, en el metro no hay ningún tipo de control al respecto: aunque pueda haber al azar controladores de boletos de civil, su tarea no es la de ocuparse de cuestiones que afectan el orden público en los vagones; lo mismo acontece en los tranvías. En los autobuses, en particular en los nocturnos, sí puede pasar que el mismo conductor exija que la bebida alcohólica sea consumida o tirada antes del arranque del vehículo, a pesar de ser esta una medida muy rara. Por todo esto, es muy normal en la capital austríaca ver jóvenes y no sólo jóvenes consumiendo bebidas alcohólicas en cualquier medio de transporte, sin que esto suponga normalmente ninguna alteración del orden público; asimismo, es rarísimo que los jóvenes se junten en plazas para beber en grandes grupos, mientras sí lo hacen personas en pequeños grupos o individualmente. Los contenedores de bebidas vacíos son muy comunes a la mañana en muchas plazas o parques de Viena, aunque cabe decir que no en número excesivo, así como los restos de micciones en el suelo público, práctica ésta bastante extendida en la ciudad; sin embargo el servicio de limpieza municipal es muy eficiente y hace que Viena se mantenga por lo general muy limpia en comparación con otras ciudades, sobre todo en el centro. La práctica del consumo de alcohol entre los jóvenes en Austria es muy común, y no hay ningún control operativo para los menores.
- En Alemania el consumo de alcohol por grupos de jóvenes, en la calle, en el metro o en los parques no era habitual hasta 2006, pero han empezado a darse casos desde entonces. El consumo de alcohol en la calle es de todas formas perfectamente legal en todo el estado. En los medios de transporte depende en cambio de las distintas ciudades: en la S-Bahn de Berlín sería prohibido únicamente "el consumo excesivo", mientras en el metro de Stuttgart por ejemplo hace algunos años el consumo de alcohol está prohibido, sin embargo, tal y como ocurre en Austria, no hay ningún tipo de control al respecto y es muy normal tomar alcohol en los medios de transportes, sin que por ello surjan problemas.
- En Eslovaquia el consumo de alcohol en la calle es legal y puede haber grupos de chicos que beben alcohol, sin que esto llegue a poder ser definido como botellón. En los autobuses de Bratislava sin embargo no es común que se consuma alcohol ni tampoco que se coma.
- En Serbia, tal y como en Eslovaquia, el consumo de alcohol en lugares públicos es legal y no se suele llegar a la costumbre de hacer botellones: los jóvenes suelen simplemente juntarse delante de sus viviendas o ir a beber a un parque con amigos, práctica ésta muy común y perfectamente aceptada. En los medios de transporte públicos de Belgrado la costumbre de tomar alcohol, así como tampoco de comer, no está muy difundida entre la población.
- En Hungría pasa lo mismo que en Serbia y Eslovaquia: beber en público es legal y no se suele hacer botellones multitudinarios, sino simplemente tomar una cerveza con amigos en un parque. En los transportes de Budapest no se suele ni comer ni beber, a pesar de no estar esto prohibido.

- En Francia no existe la costumbre del 'botellón' aunque algunos puntos de París, como la plaza de Saint-Michel, próxima a la Universidad de la Sorbona, son lugares tradicionales de reunión de jóvenes estudiantes, pero no se registran fenómenos similares al 'botellón' español.[9] El consumo de alcohol en Francia es perfectamente legal tanto en la calle como en los medios de transporte.

- En Italia el botellón también se ha propagado. Por ejemplo en Turín los jóvenes se juntan en verano en el Parco del Valentino (donde el botellón está autorizado) o cerca de Palazzo Nuovo. En Milán se reúnen en Piazza Leonardo da Vinci, cerca del Politécnico. El consumo de alcohol en Italia es totalmente legal tanto en la calle como en los medios de transporte, con la excepción del metro de Roma donde, a pesar de no ser esto una ofensa, suele haber guardias en la entrada que invitan a apurar el contenido de la bebida alcohólica antes de bajar a los andenes. En Cerdeña el consumo de alcohol, sobre todo de cerveza o de vino mezclado con otras bebidas, es más alto que en muchas partes de la Italia peninsular y los jóvenes suelen juntarse en las calles para dar vida a botellones al estilo de los españoles. En Sácer, esto es común en la plazoleta delante del cuartel de bomberos de la ciudad.
- En Portugal el consumo de alcohol en la calle es legal y suelen juntarse muchedumbres de jóvenes para beber delante de los locales o en las calles del Bairro Alto de Lisboa.

- En el Reino Unido es habitual que los jóvenes consuman alcohol frente al pub donde se disponen a ir y que luego continúen bebiendo incluso después de cerrados los bares. A partir de 1997, la policía puede confiscar alcohol en lugares públicos si quienes beben son responsables de crear altercados, y en algunas ciudades una señal indica la prohibición del consumo de alcohol en algunas calles, con multas de hasta £600 (~700 €).

- En la República Checa es habitual que los jóvenes se junten en parques para la realización de botellones. Estas reuniones pueden llegar a ser multitudinarias y realizarse en días normales de trabajo. En la República Checa el consumo de alcohol en la calle es de todas formas completamente legal.

- En Rusia el consumo de alcohol en la calle es un hábito tradicional, a pesar de estar ahora prohibido. Los bebedores se reunían en troikas para comprar entre tres y compartir a la puerta misma de la tienda una botella de vodka. En algunos casos era común agregar jugo de limón u otro cítrico aunque por la disponibilidad limitada de otros cítricos de estación el limón era la opción más aceptada y atractiva. Tras la caída del comunismo, la afición de los jóvenes por la cerveza ha llegado al extremo de que en 2005 los parlamentarios rusos prohibieran el consumo de bebidas alcohólicas en lugares públicos no destinados para ello, aunque no han conseguido impedir que los jóvenes lo sigan realizando.

- En Suiza, y desde el verano de 2008, el fenómeno del botellón (denominado así también en francés y en alemán) sorprende a las autoridades de ese país.[10]

### América
- En Argentina muchos estudiantes recurren a la ingestión masiva de alcohol. Este consumo se da en plazas, parques, etc. El fenómeno, que ha ido ganando adeptos, es iniciado desde una temprana edad en la misma casa de los jóvenes. En muchas subculturas como los punks se ha popularizado el consumo de calimocho por su relación con el Rock Radical Vasco. Existe también el denominado Festival de la cerveza en Villa General Belgrano donde cada año se celebra el Oktoberfest, en la que se juntan alrededor de 200.000 personas durante una semana. Se estima, según algunas cervecerías locales, nacionales e incluso internacionales, que se ingieren más de 6.890.000 litros de cerveza rubia y unos 4.460.000 litros de otras variedades de cerveza (la negra o la roja), exigiendo una producción de cerveza un 60% superior a lo normal en otras épocas. Los jóvenes suelen juntarse a tomar alcohol y escuchar música los fines de semana en diversos parques públicos, entre las 00 horas y las 2 de la mañana, haciendo lo que se denomina popularmente como previa o pre-boliche en algunas ciudades. Esto quiere decir que, después de beber, se dirigen hacia la discoteca.

- En Chile, aunque no hay lugares destinados para ello y es ilegal beber en la vía pública, es un fenómeno común en plazas, parques, puentes, lugares abandonados, etc, y está asociado a grupos sociales medios y bajos (lumpen); se realiza en grupos de cinco a diez individuos, con bebidas alcohólicas de bajo precio, acompañándose con cigarrillos u otras drogas.
- En Estados Unidos, las fiestas tipo botellón son conocidas como BYOB parties (acrónimo de bring your own bottle, 'trae tu propia botella'), aunque esto se aplica genéricamente a restaurantes en las que se permite a los invitados traer su propia bebida o bien fiestas que el anfitrión no proporcionará bebidas.

- En México, es considerado como falta administrativa el consumo de alcohol en la vía pública, esto en las principales ciudades como Monterrey, Guadalajara y la Ciudad de México. La sanción por el consumo de estas sustancias en la Ciudad de México va desde una multa de aproximadamente $1,600 pesos (ochenta y cinco dólares americanos) hasta 36 horas de arresto, convirtiéndolo en un fenómeno inusual.

- En Venezuela un fenómeno similar al botellón español se presenta en gran cantidad de ciudades y pueblos, con características comunes tales como automóviles con potentes reproductores de sonido, grandes ingestas de alcohol (mayoritariamente cerveza y ron, también vodka o ginebra). No es común verlos en zonas de clase media y alta, y normalmente se da en plazas, algunas calles, estaciones de servicio, estacionamientos de estadios. La afluencia a los sitios de reunión es en su mayoría de sectores sociales de clase media y baja, que consumen licor junto a cigarrillos u otras drogas. En la capital del país y ciudades cercanas es mucho más común el consumo de licor en las llamadas "taguaras", que son restaurantes que en la noche se convierten en bares con precios de licor muy asequibles, aunque los jóvenes beben en su mayoría en lugares públicos, a veces antes de dirigirse a una fiesta o discoteca. Es quizás por esto, y por el costo relativamente bajo de las bebidas en general en todo el país, que el fenómeno del botellón se ha masificado. Existen leyes municipales que varían de acuerdo a la ciudad que limitan el horario para estas reuniones. En muchas zonas está prohibido el consumo en la vía pública, pero gracias a la costumbre de no cumplir con las leyes, hacen caso omiso.

### Asia
- En Birmania, si bien no se conocen las bebidas "emblema" del botellón, existe una popular variante que consiste simplemente en juntarse a altas horas de la noche a consumir alcohol, principalmente entre jóvenes, pero también participan niños y ancianos sin discriminación de edad, sexo, credo o posición socioeconómica, en plazas, estaciones de tren, calles sin salida o en cualquier otro lugar al resguardo de la policía o miembros del ejército, infringiendo así el estricto toque de queda dispuesto por el gobierno.